# Campeonato colombiano 1998
El Campeonato colombiano 1998 fue la 51a edición de la Categoría Primera A de fútbol profesional colombiano. Comenzó el domingo 1 de febrero y finalizó el domingo 20 de diciembre.
Se coronó campeón el Deportivo Cali tras superar en la final al Once Caldas, que en este certamen acumuló 126 puntos totales, por lo que se le acreditó el récord de mayor cantidad de puntos en campeonatos de torneos largos de un año de duración.

## Cobertura por televisión
Desde el inicio del campeonato hasta el mes de mayo se emitió por última vez por la televisión pública a través del Canal Uno (con la realización de las entonces programadoras Caracol Televisión y RCN Televisión, alternando entre ellas la transmisión de un partido por fecha). A partir de julio con la llegada de los canales privados, los partidos fueron emitidos por Caracol y RCN. En el mes de octubre se unió a la transmisión de los partidos la cableoperadora satelital Sky.

## Sistema de juego
El Campeonato colombiano volvió a jugarse bajo el sistema de un solo campeón por año, siendo el tradicional sistema de campeón en el mes de diciembre. El Torneo Apertura se disputó mediante 30 fechas bajo el sistema de todos contra todos y seis de cuadrangulares regionales. El Finalización consistió en 14 fechas, dividiéndose los equipos en dos grupos de ocho, para completar 50 fechas en la primera vuelta. Posteriormente, los ocho mejores equipos clasificaron a los cuadrangulares semifinales. De allí los dos mejores clasificaron para disputar el título del año. Los ganadores de cada torneo clasificaban directamente para la fase de grupos de la Copa Libertadores 1999, pero como el Once Caldas ganó los dos torneos, el otro equipo finalista obtendría el cupo restante de Colombia al torneo internacional.
Este fue el último torneo colombiano en que se entregó bonificación a los cuatro primeros equipos del torneo para la fase de cuadrangulares semifinales. Asimismo, fue el último en que los empates se dirimían mediante tiros desde el punto penal, otorgando dos puntos al ganador y uno al perdedor de la definición.

## Equipos participantes

### Relevo anual de clubes
| Ascendido a la Primera A                      |
| --------------------------------------------- |
| Atlético Huila (Campeón de la Primera B 1997) |

| Descendido a la Primera B                                   |
| ----------------------------------------------------------- |
| Deportivo Pereira (Peor promedio acumulado en la Primera A) |

### Datos de los clubes
| Equipo                 | Ciudad       | Estadio                                                   |
| ---------------------- | ------------ | --------------------------------------------------------- |
| América de Cali        | Cali         | Olímpico Pascual Guerrero                                 |
| Atlético Bucaramanga   | Bucaramanga  | Alfonso López                                             |
| Atlético Huila         | Neiva        | Guillermo Plazas Alcid                                    |
| Atlético Nacional      | Medellín     | Atanasio Girardot                                         |
| Cortuluá               | Tuluá        | Doce de Octubre                                           |
| Deportes Quindío       | Armenia      | Centenario                                                |
| Deportes Tolima        | Ibagué       | Manuel Murillo Toro                                       |
| Deportivo Cali         | Cali         | Olímpico Pascual Guerrero                                 |
| Deportivo Unicosta     | Barranquilla | Municipal Romelio Martínez Metropolitano Roberto Meléndez |
| Envigado F. C.         | Envigado     | Polideportivo Sur                                         |
| Independiente Medellín | Medellín     | Atanasio Girardot                                         |
| Junior                 | Barranquilla | Metropolitano Roberto Meléndez                            |
| Millonarios            | Bogotá       | Nemesio Camacho El Campín                                 |
| Once Caldas            | Manizales    | Estadio Palogrande                                        |
| Santa Fe               | Bogotá       | Nemesio Camacho El Campín                                 |
| Unión Magdalena        | Santa Marta  | Eduardo Santos                                            |

### Localización
| Antioquia       | 3 | Atlético Nacional, Envigado F. C. e Independiente Medellín | Nacional Envigado F. C. DIM Millonarios Santa Fe Caldas Quindío Cortuluá América Cali Bucaramanga Tolima Unión Junior Unicosta Huila |
| Valle del Cauca | 3 | América de Cali, Cortuluá y Deportivo Cali                 | Nacional Envigado F. C. DIM Millonarios Santa Fe Caldas Quindío Cortuluá América Cali Bucaramanga Tolima Unión Junior Unicosta Huila |
| Atlántico       | 2 | Junior y Deportivo Unicosta                                | Nacional Envigado F. C. DIM Millonarios Santa Fe Caldas Quindío Cortuluá América Cali Bucaramanga Tolima Unión Junior Unicosta Huila |
| Bogotá, D. C.   | 2 | Millonarios y Santa Fe                                     | Nacional Envigado F. C. DIM Millonarios Santa Fe Caldas Quindío Cortuluá América Cali Bucaramanga Tolima Unión Junior Unicosta Huila |
| Caldas          | 1 | Once Caldas                                                | Nacional Envigado F. C. DIM Millonarios Santa Fe Caldas Quindío Cortuluá América Cali Bucaramanga Tolima Unión Junior Unicosta Huila |
| Huila           | 1 | Atlético Huila                                             | Nacional Envigado F. C. DIM Millonarios Santa Fe Caldas Quindío Cortuluá América Cali Bucaramanga Tolima Unión Junior Unicosta Huila |
| Magdalena       | 1 | Unión Magdalena                                            | Nacional Envigado F. C. DIM Millonarios Santa Fe Caldas Quindío Cortuluá América Cali Bucaramanga Tolima Unión Junior Unicosta Huila |
| Quindío         | 1 | Deportes Quindío                                           | Nacional Envigado F. C. DIM Millonarios Santa Fe Caldas Quindío Cortuluá América Cali Bucaramanga Tolima Unión Junior Unicosta Huila |
| Santander       | 1 | Atlético Bucaramanga                                       | Nacional Envigado F. C. DIM Millonarios Santa Fe Caldas Quindío Cortuluá América Cali Bucaramanga Tolima Unión Junior Unicosta Huila |
| Tolima          | 1 | Deportes Tolima                                            | Nacional Envigado F. C. DIM Millonarios Santa Fe Caldas Quindío Cortuluá América Cali Bucaramanga Tolima Unión Junior Unicosta Huila |

## Reclasificación
En la tabla de reclasificación se resumen todos los partidos jugados por los 16 equipos entre los meses de febrero y noviembre en los torneos Apertura y Finalización.
| Pos. | Equipos                | Pts. | PJ | PG | DPG | DPP | PP | GF | GC  | Dif |
| ---- | ---------------------- | ---- | -- | -- | --- | --- | -- | -- | --- | --- |
| 1.   | Once Caldas            | 110  | 50 | 29 | 8   | 7   | 6  | 94 | 46  | 48  |
| 2.   | Atlético Nacional      | 102  | 50 | 25 | 11  | 5   | 9  | 93 | 52  | 41  |
| 3.   | Independiente Medellín | 93   | 50 | 23 | 7   | 10  | 10 | 80 | 45  | 35  |
| 4.   | Deportivo Cali         | 86   | 50 | 21 | 8   | 7   | 14 | 77 | 61  | 16  |
| 5.   | Independiente Santa Fe | 80   | 50 | 19 | 7   | 9   | 15 | 56 | 49  | 7   |
| 6.   | América de Cali        | 77   | 50 | 16 | 10  | 9   | 15 | 70 | 59  | 11  |
| 7.   | Deportes Quindío       | 76   | 50 | 17 | 8   | 9   | 16 | 68 | 65  | 3   |
| 8.   | Millonarios            | 75   | 50 | 16 | 8   | 11  | 15 | 57 | 59  | -2  |
| 9.   | Atlético Huila         | 71   | 50 | 17 | 6   | 8   | 19 | 74 | 68  | 6   |
| 10.  | Deportes Tolima        | 71   | 50 | 12 | 15  | 5   | 18 | 57 | 70  | -13 |
| 11.  | Envigado F. C.         | 69   | 50 | 16 | 7   | 7   | 20 | 55 | 64  | -9  |
| 12.  | Cortuluá               | 69   | 50 | 14 | 8   | 11  | 17 | 64 | 79  | -15 |
| 13.  | Atlético Bucaramanga   | 67   | 50 | 14 | 7   | 11  | 18 | 59 | 75  | -16 |
| 14.  | Junior                 | 66   | 50 | 12 | 11  | 8   | 19 | 71 | 85  | -14 |
| 15.  | Unión Magdalena        | 50   | 50 | 11 | 6   | 6   | 27 | 58 | 96  | -38 |
| 16.  | Deportivo Unicosta     | 37   | 50 | 10 | 1   | 5   | 34 | 57 | 115 | -58 |

Fuente: Web oficial de Dimayor
|  | Clasificado para los cuadrangulares semifinales. |
|  | Eliminado                                        |
|  | Descendido a la Categoría Primera B por promedio |

## Cuadrangulares semifinales
La segunda fase del Campeonato colombiano 1998 consiste en los cuadrangulares semifinales. Estos los disputan los ocho mejores equipos de todo el año, distribuidos en dos grupos de cuatro. Los cuatro primeros recibieron puntaje de bonificación previo al inicio de esta etapa. Los ganadores de cada grupo se enfrentan en la gran final para definir al campeón.

### Grupo A
| Pos. | Equipos                | Bon. | Pts. | PJ | PG | DPG | DPP | PP | GF | GC | Dif |
| ---- | ---------------------- | ---- | ---- | -- | -- | --- | --- | -- | -- | -- | --- |
| 1.   | Once Caldas            | 1.5  | 14.5 | 6  | 3  | 2   | 0   | 1  | 7  | 5  | 2   |
| 2.   | Independiente Medellín | 1    | 13   | 6  | 4  | 0   | 0   | 2  | 7  | 7  | 0   |
| 3.   | Deportes Quindío       | 0    | 8    | 6  | 2  | 0   | 2   | 2  | 9  | 7  | 2   |
| 4.   | Santa Fe               | 0    | 3    | 6  | 1  | 0   | 0   | 5  | 7  | 11 | -4  |

Fuente: Web oficial de Dimayor

### Grupo B
| Pos. | Equipos           | Bon. | Pts.  | PJ | PG | DPG | DPP | PP | GF | GC | Dif |
| ---- | ----------------- | ---- | ----- | -- | -- | --- | --- | -- | -- | -- | --- |
| 1.   | Deportivo Cali    | 0.75 | 13.75 | 6  | 3  | 1   | 2   | 0  | 13 | 6  | 7   |
| 2.   | Atlético Nacional | 1.25 | 9.25  | 6  | 1  | 2   | 1   | 2  | 8  | 9  | -1  |
| 3.   | América de Cali   | 0    | 8     | 6  | 2  | 0   | 2   | 2  | 9  | 10 | -1  |
| 4.   | Millonarios       | 0    | 7     | 6  | 1  | 2   | 0   | 3  | 6  | 11 | -5  |

Fuente: Web oficial de Dimayor
|  | Clasificado a la final y a la Copa Libertadores 1999. |

## Final
| 16 de diciembre | Deportivo Cali                      | 4:0     | Once Caldas | Estadio Olímpico Pascual Guerrero, Cali                       |                                                               |
| 20:30           | Bonilla 3', 11', 40' · Castillo 48' | Reporte |             | Asistencia: 33.283 espectadores Árbitro(s): Óscar Julián Ruiz | Asistencia: 33.283 espectadores Árbitro(s): Óscar Julián Ruiz |

| 20 de diciembre | Once Caldas | 0:0     | Deportivo Cali | Estadio Palogrande, Manizales                                 |                                                               |
| 17:10           |             | Reporte |                | Asistencia: 37.000 espectadores Árbitro(s): Óscar Julián Ruiz | Asistencia: 37.000 espectadores Árbitro(s): Óscar Julián Ruiz |

|                                   |
| Bandera de Colombia               |
| Campeón Deportivo Cali 7.º título |

## Goleadores
| Jugador            | Equipo                 | Goles |
| ------------------ | ---------------------- | ----- |
| Víctor Bonilla     | Deportivo Cali         | 37    |
| Sergio Galván      | Once Caldas            | 29    |
| Héctor Mario Núñez | Independiente Medellín | 26    |
| Adolfo Valencia    | Independiente Medellín | 26    |
| Alex Comas         | Atlético Nacional      | 25    |
| Carlos Rodas       | Deportes Quindío       | 21    |

## Clasificación a torneos internacionales
| Clasificado como | Copa Libertadores 1999 | Copa Merconorte 1999 | Copa Conmebol 1999 |
| ---------------- | ---------------------- | -------------------- | ------------------ |
| Colombia 1       | Deportivo Cali         | América de Cali      | Atlético Huila     |
| Colombia 2       | Once Caldas            | Atlético Nacional    | Deportes Quindío   |
| Colombia 3       |                        | Millonarios          |                    |
| Colombia 4       |                        | Santa Fe             |                    |

## Cambios de categoría
| Descendido a la Primera B | Ascendido a la Primera A |
| ------------------------- | ------------------------ |
| Deportivo Unicosta        | Deportivo Pasto          |